# Marcian (Bischof)
Marcian war im 5. Jahrhundert Bischof von Sebaste. Die genauen Lebensdaten sind unbekannt.
Sein Sohn wurde als Johannes III. Patriarch von Jerusalem.